# Ulee Meuria (Syamtalira Bayu)
Ulee Meuria is een bestuurslaag in het regentschap Aceh Utara van de provincie Atjeh, Indonesië. Ulee Meuria telt 194 inwoners (volkstelling 2010).